# BIG MOUTH CHICKEN
BIG MOUTH CHICKEN（ビッグマウスチキン）は、冨澤十万喜を中心として、
【小心者（CHICKEN）だけど、でっかいこと言って(BIG MOUTH)叶えていこうぜ！！】
という理念を持ったエンターテイメントプロデュースユニット。

１０周年を迎え新たなコンセプト
【世界を変えに行こう！】
を合言葉に作品を世の中に打ち出していく。

小さなことからでも、確実に世の中を変えていけると本気で思っている。

主軸とする演劇では、アクション、ダンス、笑い、感動ありの王道エンターテイメントを得意としている。
演劇作品以外にも、イベント、映像、YouTubeなど、色々なエンターテイメント作品に挑戦している。

## 概要
- 2011年11月11日、冨澤十万喜を中心に発足。初期メンバーは、三井伸介。

## メンバー
１羽目
冨澤十万喜（主宰）
２羽目
三井伸介
３羽目
宮田剛志 (スタッフに移行)
４羽目
活野創 (退団)
５羽目
　大熊祐我 (退団)
６羽目
　古谷俊晃 (退団)
７羽目
　伊東秀悟
８羽目
　福原聖子
９羽目
　伊藤ゆう子
１０羽目
　原田翼

スタッフ
MOKI　（MOTHER）
宮田剛志（アドバイザー）

## 経歴

### 舞台
2012年
- 5月 BIG MOUTH CHICKEN 十万喜座 「INNOCENT GUILT」(演出・脚本 冨澤十万喜）
- 7月 BIG MOUTH CHICKEN 三井座「SHUKKE!?」（演出・脚本 三井伸介）

2013年
- 6月 BIG MOUTH CHICKEN 本公演 vol.1「DREAMERS SMILE」(演出・脚本 冨澤十万喜)

2014年
- 1月 BIG MOUTH CHICKEN challenge act「リバースヒストリカ」（原作 *pnish*・脚色　雲山一斉・演出 BIG MOUTH CHICKEN)
- 7月 BIG MOUTH CHICKEN 本公演vol.2「NEVER SAY NEVER and...～月が～綺麗だから」（演出・脚本 冨澤十万喜）

2015年
- 1月 BIG MOUTH CHICKEN  三井座２回目「ここにいる!?」（演出・脚本 三井伸介）
- 4月 BIG MOUTH CHICKEN  本公演「heavenly drop〜全ては物語〜」（演出・脚本 冨澤十万喜）
- 7月 BIG MOUTH CHICKEN challenge act「Leo of hearT〜怪盗レグルスからの予告状〜」（演出・脚本 冨澤十万喜）
- 12月 BIG MOUTH CHICKEN challenge act「マダムスパイダー」ミュージカル（演出 冨澤十万喜）

2016年
- 4月 BIG MOUTH CHICKEN challenge act「Ironic process theory〜それを永遠と呼ぶ〜」（演出・脚色 冨澤十万喜 脚本 百喜）

2017年
- 2月 BIG MOUTH CHICKEN  本公演「NOBILITY INCENSE 〜華を彩った悲しい毒〜」＆「Braggart cards 〜乱れ咲き誇る〜」（演出・脚本 冨澤十万喜）
- 12月 BIG MOUTH CHICKEN  本公演「blank of WALTZ」＆「no melody BOLERO」（演出・脚本 冨澤十万喜）

2018年
- ８月BIG MOUTH CHICKEN 三井座3回目「ここにいる!?」(再演)（演出・脚本　三井伸介）

- 12月BIG MOUTH CHICKEN 本公演 「－虹梅－【Braggart cards】～乱れ咲き誇る～」（演出・脚本 冨澤十万喜）

2020年
- ８月BIG MOUTH CHICKEN 本公演「faked UNDERDOG-神書華吹-」（演出・脚本　冨澤十万喜）※初日公演中止

2022年
- ６月BIG MOUTH CHICKEN ０からやり直します本公演「remake WORLD」（演出・脚本　冨澤十万喜）

### イベント
2012年
- 6月 Skynote~輝き~「三日天下の男…改め...三秒天下の男」（演出・脚本 冨澤十万喜）
- 11月 Skynote~輝き~ 「オロチ」（演出・冨澤十万喜　脚本・三井伸介）

2013年
- 8月 保育園公演 「オロチ」（演出・冨澤十万喜　脚本・三井伸介）

### BIG MOUTH CHICKEN PRODUCE イベント
2013年
- 3月 銀座なのに映画料金で舞台が観れるらしいよ！えっ！マジで！？vol1

「Combination of God」（演出・脚本 冨澤十万喜）
- 6月 銀座なのに映画料金で舞台が観れるらしいよ！えっ！マジで！？vol2

「DEAD or ALIVE」（演出・脚本 三井伸介）
- 9月 銀座なのに映画料金で舞台が観れるらしいよ！えっ！マジで！？vol3

「世界は愛で溢れている」（演出・脚本 冨澤十万喜）
- 12月 BIG MOUTH CHICKEN２周年イベント『喜・伸・剛・創』

「探偵は推理する」（演出・BIG MOUTH CHICKEN  脚本・清水明日香）
2014年
- 11月 銀座なのに映画料金で舞台が見れると思ったら今度は下北らしーよ！えっマジで！？略して『銀マジ！？』vol.4「虹の詩」（演出・脚本 冨澤十万喜）

2016年
- 7月 もうすぐ５周年イベント【BIG MOUTH CHICKEN祭〜冨澤主宰辞めるってよ〜】（総合演出 ・脚本 冨澤十万喜 脚本 三井伸介）

2022年
- 3月　10周年イベント【10周年だョ!全員集合】

### 映画
- 「セッケン」（活野創監督作品）